# 博尔凯尔
博尔凯尔（法語：Bolquère，法語發音：[bɔlkɛʁ] ⓘ）是法国东比利牛斯省的一个市镇，位于该省西部，属于普拉德区。

## 地理
博尔凯尔（42°30'11"N, 2°4'39"E）面积17.61 平方千米，位于法国奧克西塔尼大區东比利牛斯省，该省份为法国大陆部分最南部的省份，涵盖了北加泰罗尼亚，北起奥德省，西接阿列日省和安道尔，南与西班牙接壤，东临地中海。
与博尔凯尔接壤的市镇（或旧市镇、城区）包括：拉亚戈讷、拉卡巴纳斯、埃讷、丰罗默-奥代约-维亚、昂古斯特里讷-埃斯卡尔德新城、莱桑格勒。
博尔凯尔的时区为UTC+01:00、UTC+02:00（夏令时）。

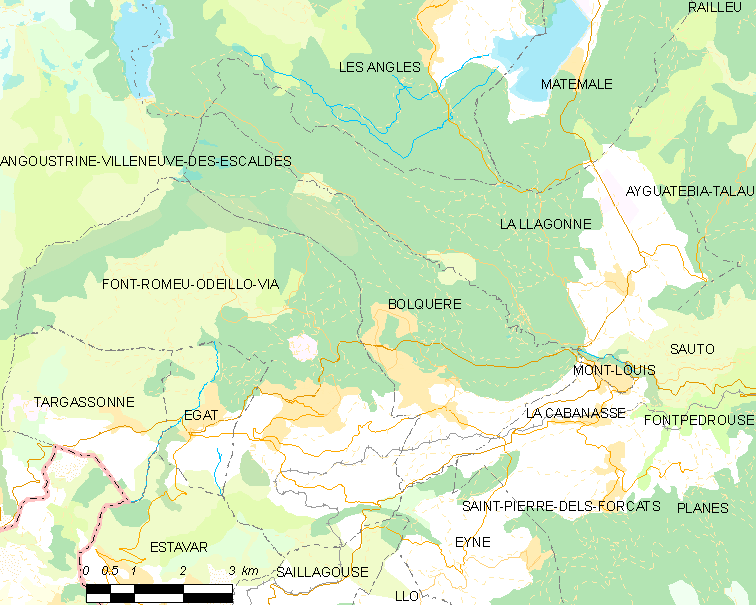
博尔凯尔的OSM定位图

## 行政
博尔凯尔的邮政编码为66210，INSEE市镇编码为66020。

## 政治
博尔凯尔所属的省级选区为加泰罗尼亚比利牛斯县。

## 人口

1962-2008年间博尔凯尔人口变化图示

博尔凯尔于2022年1月1日时的人口数量为805人。